# Tabu Ley Rochereau
Pascal-Emmanuel Sinamoyi Tabu (13 tháng 11 năm 1937 – 30 tháng 11 năm 2013), được biết đến với tên Tabu Ley Rochereau, là một ca sĩ, nhạc sĩ Rumba châu Phi hàng đầu của Cộng hòa Dân chủ Congo. Ông là nhạc trưởng của Dàn nhạc Giao hưởng quốc tế Afrisa. và được mệnh danh là "African Elvis" của Los Angeles Times. Sau sự sụp đổ của chế độ Môbutu, Tabu Ley cũng theo đuổi sự nghiệp chính trị.
Khi Tổng thống Mobutu Sese Seko bị lật đổ vào năm 1997, Tabu Ley trở lại Kinshasa và giữ vị trí bộ trưởng nội các trong chính phủ của Tổng thống mới Laurent Kabila. Sau cái chết của Kabila, Tabu Ley tham gia vào quốc hội chuyển tiếp. Trong tháng 11 năm 2005 Tabu Ley được bổ nhiệm làm Phó Thống đốc Kinshasa. Ông được nói đến là cha của 68 trẻ em, với phụ nữ khác nhau.
Tabu Ley Rochereau qua đời vào ngày 30 tháng 11 năm 2013 (76 tuổi), tại bệnh viện Saint-Luc ở thủ đô Brussels, nơi ông điều trị bị đột quỵ vào năm 2008. Trong suốt sự nghiệp của mình, Tabu Ley trình bài khoảng 3.000 bài hát với khoảng 250 album.

## Giải thưởng
- Hiệp sĩ danh dự của Senegal[10].
- Officer of the National Order, the Republic of Chad